# United States Lighthouse Service

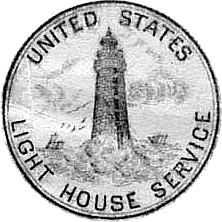
Logo van de United States Lighthouse Service

De United States Lighthouse Service, ook bekend als Bureau of Lighthouses, was een organisatie van de Amerikaanse federale overheid die verantwoordelijk was voor het onderhoud en bouw van alle vuurtorens in de Verenigde Staten vanaf zijn oprichting in 1910 tot 1939. Het was de opvolger van de United States Lighthouse Board.

## Geschiedenis
In 1910 waren er 11713 verschillende hulpmiddelen voor de navigatie verspreid over het land. Het congres besloot toen de Lighthouse Board te ontbinden en een nieuwe organisatie te starten die onder de verantwoordelijkheid van het Department of Commerce viel. De rol van de militairen werd vrij snel overgenomen door ervaren en ingehuurde burgers.
Tijdens de Eerste Wereldoorlog werden er verschillende nieuwe technieken gebruikt om de vuurtorens te automatiseren. Zo werden er toestellen uitgevonden die bijvoorbeeld automatisch opgebrande elektrische lampen kon vervangen (1916), die de vuurtorenwachters alarmeerden als er fluctuaties waren in de efficiëntie van de olie-damp lampen (1917). 
In 1921 werden radiobakens geïntroduceerd. 
In 1939 werd het bureau of lighthouses opgenomen door de United States Coast Guard die haar taken overnam.